# 芹沢つむぎ
芹沢 つむぎ（せりざわ つむぎ、1993年10月3日 - ）は、日本の元AV女優。
北海道出身、ロータスグループ所属。

## 略歴・人物
2011年にAVデビューした、小柄で華奢なロリ系のAV女優。
2014年7月、セガのゲーム「龍が如く」のキャラクター出演をかけたセクシー女優人気投票にエントリー。
趣味は、ダーツ・旅行。

## 作品

### アダルトDVD
2011年
- 素人投稿シリーズ 【未成年（四二三）】 現役女子●生アイドルをつまみ食い! 02（11月11日、ゴーゴーズ）

2012年
- 続・素人娘、お貸しします。 VOL.39（1月20日、プレステージ）※「芹沢翔子」名義
- 隣りの病床に見舞いに来ていた女が彼氏に××しているのを見てしまい興奮が収まらない僕は彼女が帰るところを襲い眠っている彼氏の横でヤッてやった。（2月1日、DOC）他出演:田辺莉子 ほか
- 夢の近親相姦! 発育ざかりの娘のカラダに勃起した父 母親にバレないようにこっそり挿入させてくれた娘（2月9日、SWITCH）他出演:優木ひかる、星川なつ、早宮なる美
- 女子校生15人オマ○コ指入れぴちゃぴちゃ自画撮りオナニー vol.6（3月20日、ピーターズ）他出演:栗栖リア、永瀬マリン、木島るみ、平原心、石田さち、石川流花、東尾真子、小倉もも、南りいさ、辺見麻衣、藤井このみ、一ノ瀬つばさ ほか
- ユルカワ★ガール（3月25日、赤青黄）※「つむぎ」名義
- イキ過ぎた着エロ 3（4月3日、MAGIC）
- 清楚系お嬢様限定 包茎、短小、極太も! 色んなチ○コで遊んでくれたら○万円（4月15日、JACKAL）他出演:愛内希、長谷川しずく、時田あいみ ほか
- 今夜、酔わせて、いただきます。 .01（4月20日、DOC）
- 連れコンお泊り大作戦!! 脚の綺麗な保母さん3人（5月2日、プレステージ）共演:初井かのん、ユキナ
- 手なずけたオンナ 3（5月2日、MAGIC）
- 放課後淫行 帰宅途中のウブな女子生徒を空き家に連れ込んで…（5月10日、ブリット）他出演:河愛杏里、木島るみ、椎名萌愛、相澤流香、桜いちか
- 実はワタシ、オジサンが大好きです。 Vol.02（5月11日、プレステージ）※「芹沢翔子」名義
- AVに応募してきた素人娘にホテルでソープさせます!（5月22日、DOC）
- 街中ゲリラ路上ナンパ兵器 マジックミラー便 出張!オチ○ポお悩み相談クリニック 下半身にコンプレックスを抱えたメンズクリニック帰りの素人君を逆ナンパしちゃいます!（6月7日、DEEP'S）共演:大堀香奈 他出演:水嶋あずみ、宇佐美なな
- 私立泡姫商業 ソープ部女子校生 2（6月13日、MOODYZ）共演:大森美玲、北川瞳、早瀬ありす
- 新人声優 偽オーディション 私、AV女優じゃありません!（6月21日、ATOM）共演:間宮純、堤あいる ほか
- 僕と妹 2 ただいま発情中!? 〜こんな妹でゴメンナサイ〜（7月1日、プラネットプラス）
- 仲居さんをミスに付け入って脅したら「何でもします」というので着物を脱がせて気が済むまで犯してやった（7月3日、DOC）他出演:かすみひかり、叶咲ゆめ
- 敏感すぎてゴメンナサイ! 妊娠検査に来た少女が産婦人科医の「治療」と称した媚薬、電流責めで痙攣絶頂!生姦中出し! 3（7月5日、アイエナジー）他出演:南あずさ、京野ななか ほか
- あぁ、義姉ちゃんを100％孕ませたい…、僕より小さな義姉ちゃん、つむぎ（7月6日、NON）
- 女子○○生 拉致監禁 No.23 つむぎ（7月13日、ローグプラネット）
- 進学塾の夏期講習に特別講師としてやってきた薄着の美人講師の腋に欲情した俺（7月19日、AKNR）他出演:黒木いちか、愛内希
- 美少女同棲レズビアン（7月20日、DOC）共演:さとう遥希
- 高額バイトに集まってきた素人娘 vol.17（7月20日、最強）他出演:栗原ゆん、堤あいる、吉原あいか、三矢紗菜、吉野艶子、森島純、かすみひかり、藤永梓、百瀬乃々花、ありさ、倉木春、叶咲ゆめ、菜月もな、野々宮める
- YOUNG&HIP（7月31日、MARRION）
- ひやけあと（8月1日、MOODYZ）※「つむぎ」名義
- ロリ・ナンパすぺしゃる。 29 〜アイドルを夢見るロリ美少女の夏! だましてごめんねいたずら生中出し編〜（8月3日、GLAY'z）他出演:美咲あすみ、春菜ゆず、谷村あゆり、萩原くるみ、ささき愛沙
- 近親相姦! お父さんのセンズリ鑑賞 2（8月9日、アイエナジー）共演:水瀬斗亜 他出演:愛内希、南梨央奈、神谷つくし ほか
- 妹にオナニーさせて撮影していたら目の前でおもらししちゃった!（8月9日、アイエナジー）他出演:南あずさ、京野ななか ほか
- 絶対に手を出してはいけない相手をレズ夜這い 5（8月9日、AKNR）共演:愛内希 他出演:岩佐あゆみ、瀬名あゆむ、杏子ゆう、稲川なつめ、青山はるき、水瀬斗亜
- ケータイに夢中な女子校生は挿入されても気づかない（8月23日、ROCKET）他出演:木村つな、さくら萌
- ローション女子校生 2（8月23日、稀有）他出演:野村萌香、初美沙希、大森美玲
- コンビニエンス肉便器 万引き少女編（9月1日、MOODYZ）共演:宇佐美なな、栗原ゆん
- MOODYZファン感謝祭 バコバコバスツアー2012 バコリンピックスペシャル!!（9月13日、MOODYZ）共演:稲川なつめ、大森美玲、篠田ゆう、岩佐あゆみ、みなみ瀬奈、波多野結衣、友田彩也香、大島あいる、橘ひなた、藤原ひとみ、つぼみ、哀川りん、愛内希、上原亜衣、松下ひかり
- キミだけに語りかけ! ロリっ娘20人! オマ●コぴちゃぴちゃ指入れ自画撮りオナニー 4時間DX vol.01（9月21日、GLAY'z）他出演:辺見麻衣、叶咲ゆめ、小滝みい菜、春日野結衣、京野ななか、栗栖リア、春菜ゆず、大石美咲、鮎川千里、松下ひかり、彩瀬希、桜いちか、時田あいみ、ささき愛沙、木村つな、玉川ルル、くるめまゆ、美咲あすみ、白石まみ
- ロリ女子高生赤面 おもらしオイルエステ（10月6日、ATOM）他出演:葵なつ、ありさ ほか
- 従順すぎるいいなりな貧乳 5（10月10日、unfinished）
- 小悪魔B.B.テクニシャン（10月11日、TOY☆GIRL）
- 博多弁丸出し 田舎娘 8（10月12日、S級素人）※「つむぎ」名義
- お兄ちゃんといっしょ 01 148cmつむぎちゃん、●才。 小さなアイドル志願の近親相姦中出し記録 06（10月13日、HERO）
- MOODYZファン感謝祭 うらバコバコバスツアー2012 〜補欠者救済?バコバス潜入捜査大作戦!!〜（10月13日、MOODYZ）共演:琥珀うた、真木今日子、北川瞳、泉麻那、稲川なつめ、大森美玲、篠田ゆう、岩佐あゆみ、みなみ瀬奈、波多野結衣、友田彩也香、大島あいる、橘ひなた、藤原ひとみ、つぼみ、哀川りん、愛内希、上原亜衣、松下ひかり
- 「モテない私の愛車を勝手にラブホテル代わりに使っているイケメンな男子校生の弟のことが超ムカつくけど黙っている理由は睡眠薬で寝かせている間にカワイイ女子校生の彼女をこっそり横取りしてヤれるから」 VOL.1（10月18日、DANDY）他出演:上原亜衣、南梨央奈、前田陽菜 ほか
- 混浴露天風呂でウブな三姉妹と一緒になったので、思わず勃起してしまったボクのチ○ポを親の目を盗んでムチムチのカラダに擦りつけた（10月18日、SWITCH）共演:木村つな、宇佐美なな
- ロリ専科 女子児●温泉旅行 パイパン湯女少女 まだ「お父さん」と言えないロリ穴義娘 生中出し（10月19日、GLAY'z）
- 発禁寸前! 未体験 丸見え映像 〜三人のおねだり女子校生〜（11月2日、GLAY'z）他出演:友田彩也香、時田あいみ
- クリトリスが5秒で勃起! 無料体験オイルエステに来た素人お嬢さんにリラックス効果のあるミネラルウォーターと称して媚薬を飲ませて性感帯を焦らしてマッサージしたら…即発情! 「もっと気持ち良くして」とおねだりしてきた!（11月8日、Apache）他出演:元山はるか、佐伯春菜、小牧七菜 ほか
- ただいま教育実習中 04（11月9日、ZeTToN）
- 飲精淫乱候補生（11月9日、TOY☆GIRL）
- 中出しされたロリソープ娘（11月13日、MOODYZ）
- 自主制作 小●生 中出しレイプ（11月16日、GLAY'z）他出演:荻原くるみ ほか
- 世界で一番大きなチンポを持つ男のSEX（11月19日、ROOKIE）共演:長谷川しずく、上原亜衣
- 「間違えたフリして女子校通学バスに乗り込んで生でヤられた」 VOL.2（11月22日、DANDY）共演:愛内希、若菜亜衣、Sumire
- 妹と妹の家庭教師をまとめてハイテク三角木馬攻めにしたった!（11月22日、サディスティックヴィレッジ）共演:栗原ゆん
- チ○ポ、マ○コが女性の日常用語淫語しか言わない世界（11月22日、ROCKET）他出演:Maika、桐原さとみ、水澤まお
- お風呂で妹のクリトリスを剥いてみたら…（11月23日、I.B.WORKS）
- 博多から家出してきた神待ち少女（11月25日、JUMP）
- OL×アフター5=大乱交（12月1日、DOC）共演:水澤まお、小西レナ、栗山朋香、朝倉いつき
- オマ○コ大好き初○ミクの絶叫痙攣連続アクメ。気持ち良すぎてオシッコ漏らしちゃってゴメンなさい パッケージ版（12月7日、I.B.WORKS）※「みくちゃん(仮名)」名義
- 乙女の匂い 優理香と摘稀（12月7日、AFRO FILM）他出演:優理香 ※「摘稀」名義
- 快楽地獄 M男エステ（12月7日、OFFICE K'S）他出演:美咲あすみ、瀧川花音、松すみれ、つぼみ
- 某アパレルショップ女子社員・レズ王様ゲーム! クリスマススペシャル!!（12月20日、サディスティックヴィレッジ）共演:前田ちえ、須藤早紀、みなみ愛梨、今井花菜、朝比奈みく
- 素人娘「おまんこドアップ!」 カメラの前で本気のオナニー見せて下さい。 2（12月21日、虎堂）他出演:葵なつ ほか
- JKおまんこおっぴろげオナニー（12月21日、OFFICE K'S）他出演:瀧川花音、美咲あすみ、大堀香奈、松すみれ
- 男の潮吹き!! -潮が出るまで連続手コキ-（12月21日、OFFICE K'S）他出演:松すみれ、美咲あすみ、羽月希
- 山間部の分校で本当にあった怪奇的乱交事件 山陰地方・島●県●●村発（12月21日、青空ソフト）共演:愛代さやか ほか

2013年
- S-Cute Girls（1月1日、S-Cute）他出演:夏目優希、岩佐あゆみ
- 新 センズリ見てたら興奮しちゃった素人娘 VOL.9（1月5日、OFFICE K'S）他出演:向井一葉、飯田せいこ、木村つな、南梨央奈、森川ななせ
- ナチュラルハイ新作痴漢作品集 新春中出しスペシャル 「成人式痴漢」×「催眠術痴漢」×「電話ボックス痴漢」×「美術館痴漢」（1月10日、ナチュラルハイ）他出演:綾見ひかる、上原亜衣、竹内紗里奈 ※『電話ボックス痴漢』に出演
- 博多弁訛りの彼女の親友とバレないようにやっちゃった俺（1月10日、AKNR）他出演:野村萌香、藤井らん
- 色気ムンムンの人妻満員バスに乗り込んだら勃起してしまった僕、奥さん達に見つかって逆に弄ばれた。（1月10日、SWITCH）共演:優月良花、小宮ひより、浅倉いつき、未来ひかり
- 俺の可愛い妹がこんないやらしい顔でパンチラ挑発してきて、じゅぼじゅぼ指オナニーまでするハズがない!! 2 方言バージョン（1月10日、unfinished）他出演:荻原くるみ、楓まりあ
- ジョギング狩り!!（1月11日、MAD）他出演:小倉さとみ、成嶋このみ
- GIRLS SEX PARTY 15（1月11日、S級素人）共演:茜梨乃、木乃くるみ、かすみひかり
- プラシーボエフェクトエクスタシー（1月17日、グローリークエスト）
- M男の仮想風俗店シリーズ 女子校生脚責め倶楽部（1月18日、OFFICE K'S）他出演:瀧川花音、美咲あすみ、前田優希、前田陽菜、佐月麻央、武井麻希
- マウントフェラ（1月18日、OFFICE K'S）他出演:松すみれ、西野エリカ、小倉もも、前田優希、大堀香奈、つぼみ
- 普段、俺を兄扱いしない妹に困らせるつもりでタンマリ媚薬を飲ませたら俺のチ●ポを物凄く欲しがって逆に困った俺。（1月18日、NON）他出演:松下ひかり、蒼乃ミク、宮地由梨香、大塚まゆ、木村つな
- ディルドにまたがる女子校生DX（1月19日、アロマ企画）他出演:百瀬乃々花、篠原杏、夏目優希、若菜すず、宇佐美なな、枢木みかん、春原未来、栗林里莉、松下ひかり
- 少女飼育（1月20日、ユープランニング）※「つむぎ」名義
- 人妻Mハード調教 Return 6（2月1日、中嶋興業）
- 「彼が側にいるのに…」 ロリ性感オイルマッサージ（2月1日、変態紳士倶楽部）他出演:愛代さやか、板野有紀 ほか
- 女のコたちの美しきレズビアン ♯5（2月7日、プレミアム）他出演:友田彩也香 ほか
- 女のコたちの美しきレズビアン ♯6（2月7日、プレミアム）他出演:友田彩也香 ほか
- ママごめんなさい… パイパンロリータ中出しオイルマッサージ 初めてクリトリスが剥けた日 2（2月8日、TMA）他出演:板野有紀、松下ひかり ほか
- 口内エロチシズムシリーズ 精液便女 Vol.12（2月9日、ラッシュ）
- ガンギマリ催眠 〜完全に性欲の奴隷になった美少女〜（2月19日、ジェントルマン）
- 痴漢OK娘 レズスペシャル 4 本屋に来た女子校生をキスで興奮させてお漏らしするまで感じさせろ（2月21日、ナチュラルハイ）他出演:松下ひかり、夏目優希、沢田あいり、朝倉ことみ、羽月希
- 全国女子大生図鑑★福岡（2月25日、ビッグモーカル）※「つむぎ」名義
- 僕の妹は悩めるお年頃 2（2月25日、JUMP）※「つむぎ」名義
- 隣の少女 THE GIRL NEXT DOOR まだ子●なのに敏感で潮噴きまくり! けしからん娘の小ちゃい穴にお仕置きを（3月1日、GLAY'z）
- 目を奪われる瞬間 5 日常でよく見かけるスキの多いオンナを視姦し続けたら…。（3月1日、MAGIC）他出演:大貫杏里、葛木りむ
- 父娘ロリータ野外調教（3月1日、ヤブサメ）※「つむぎ」名義
- 聖☆パンチラ女学園 VOL.01（3月1日、虎堂）他出演:美咲あすみ、岩佐あゆみ、小西レナ、堀内かえで、葵こはる
- Face to Face 2nd season（3月7日、SILK LABO）他出演:桜りお、内田美奈子
- 母が兄のチ●ポをしゃぶる食卓 〜義父の性暴力に支配された姉妹〜（3月7日、東京ティンティン+）共演:椎名ひかる、木村梢
- 俺の飼ってるペットが発情し過ぎて、自慰行為（オナニー）から繁殖行為（セックス）まで求めてきて、毎日のようにヤリまくっている!! 2（3月10日、unfinished）他出演:中西風香、楓まりあ
- わざとらしく尻を突き出し、勃起しちゃったチンポをアソコに擦り付けてくる！密着エステのエッチなお姉さん（3月15日、OFFICE K'S）他出演:小西レナ ほか
- お漏らし大好きL○t式初○ミクの絶頂放尿連続アクメ。イキ狂い失禁するメス犬みくにお仕置きスパンキング パッケージ版（3月22日、I.B.WORKS）※「みくちゃん」名義
- 彼女いない貧乏な自分にあるのは有り余る性欲と車だけでカーセックス以外方法ないし大人の女なんてもってのほかで頭のゆるそーな女子校生を捕まえる他考えられません!!（3月22日、TOY☆GIRL）
- 「包茎チ○コで超ラッキー!」 僕の通う○校は去年まで女子校だった為に女生徒率90%!!だから気が弱く自分に全く自信が持てなくて女の子と話す事が苦手な僕でもモテモテ…だと思ったのですがモテモテどころじゃないです!最近の女の子はとってもアグレッシブです!!ビックリしました!!本当に超肉食なんです!校内一気が弱く、恐らく校内一チ○コの皮が長いであろう僕の所に「包茎チ○ポがズル剥けになるのが見た〜い!」と女生徒がやってきて僕のチ○コを触りなくり!（3月23日、Hunter）他出演:稲川なつめ、琥珀うた ほか
- 僕の家にいつも寝に来ているヤル気ゼロの家庭教師。 正直腹が立つけど文句は言いません…。だってパンツ丸見え状態で超ラッキーだから! 爆睡だから大丈夫だろうと思い調子に乗って体を触りまくっていたら、実は途中から起きていたらしく感じまくりの濡れまくり!そして美人家庭教師のスケベスイッチ本格的にONになった!成績の上昇は見込めないけどエロ偏差値だけは先生のお蔭で急上昇!（3月23日、Hunter）他出演:眞木あずさ、陽菜、佐伯春菜、菅野みなみ
- 出会い頭のいきなり手コキ（3月25日、アロマ企画）他出演:由良真央、栗山朋香、元山はるか、あずみ恋、成宮ひより、鈴木かな、宇佐野瞳、大槻ひびき、美咲あすみ、希咲あや、矢沢りょう、藤城杏奈、中川杏奈、吉村杏菜、中島のりあ
- 変態は生徒会長 〜先輩と私の約束〜（4月1日、U&K）共演:Sumire
- 低身長 VS 高身長 SPECIAL 低身長美少女達の淫らな大乱交（4月1日、ZUKKON/BAKKON）共演:このは、初芽里奈、中川美香
- 痴漢されても拒めない手をつないだ母娘を感じさせろ!! 7（4月11日、ナチュラルハイ）他出演:あすか光希、柳田やよい、川上ゆう ほか
- 父と私は近親相姦中。 新しい母にレズを教え込んだ私。（4月12日、つちのこシンデレラ）共演:牧野遥
- グッドルッキングマネキンFUCK!（4月15日、テンパラメンタル）他出演:宇佐美なな、松下ひかり
- ロリ専科 キミだけに語りかけ! ロリ校生21人!オマ●コぴちゃぴちゃ指入れ自画撮りオナニー 4時間DX vol.05（4月19日、GLAY'z）他出演:木崎実花、夏来みあ、宮地由梨香、小枝ゆづ希、南えりか、前田ちえ、鈴木さとみ、白砂ゆの、早坂愛梨、立花愛佳、沢田あいり、鈴木鈴、早瀬ありす、河愛杏里、時田あいみ、水澤りの、長谷川しずく、大塚まゆ、小桜りく、双葉みか
- kira☆kira BLACK GAL SPECIAL 黒ギャル学園☆女子校生ノーブラ・ノーパン中出し壮絶大乱交（4月19日、kira☆kira）共演:相葉レイカ、中島のりあ、日向セリア
- カラダで稼ぐ人妻の回春睾丸マッサージ 5（4月25日、アイエナジー）
- 俺が見つけた愛玩少女。（5月7日。プレミアム）
- 中出し痴漢バス 超満員で生挿入されたまま密着して動けず中出しされた低身長○学生（5月9日、ナチュラルハイ）他出演:ありさ、木村つな
- レイプ! 男は誰でも人生に2回だけ生中出しレイプしても良い国（5月9日、サディスティックヴィデッジ）他出演:辺見麻衣、椿かなり、川島さな、水希杏
- 突然、連続2回しゃぶられちゃった僕。DX-3 G-18ver.（5月13日、アロマ企画）他出演:木村つな、若菜すず、紅林あゆ美、桜いちか、宮地由梨香、成宮ひより、岩佐あゆみ
- JKの太股とパンチラ（5月13日、アロマ企画）他出演:成宮ひより、初美沙希、木村つな、みなもとすず、七瀬あさ美、柏木鈴、小倉もも、木崎実花、藤原ひとみ、月丘雅、茉莉もも、桜いちか、水城りあ、椿すず
- 女スパイ暴虐拷問室 10（5月19日、シネマジック）
- 出会い頭のいきなり手コキ 2（5月25日、アロマ企画）他出演:小倉もも、星野ゆず、山下優衣、伊織しずく、栗山朋香、中川杏奈、森戸美奈、源すず
- 雨に濡れた体を痴漢され鳥肌が立つほど感じまくる敏感ちくび○学生 2（6月6日、ナチュラルハイ）他出演:若菜亜衣 ほか
- THEガチンコプロレズへの道 ここはレズの王道! 虎の穴編!（6月6日、サディスティックヴィレッジ）共演:川島さな、蒼乃ミク、野口まりや
- 凌辱志願の変態ドM女（6月7日、プレミアム）
- 巷で噂のレズビアンデリバリーヘルス 2（6月13日、U&K）共演:Sumire 他出演:波多野結衣、松下ひかり、黒沢那智、篠田彩音、須藤早紀
- 少女拷問ROOM（6月19日、ドグマ）
- 有名女優のHな裏の顔見せます! 押しに弱い女優にムチャブリしてタダでSEX出来る方法教えます。（6月20日、V&Rプロダクツ）他出演:長谷川しずく、荻原くるみ、志保、新山かえで、飯田せいこ
- 初百合天然少女ドキュメント VOLUME.03（6月21日、Lily）共演:向井百合子
- レズ♥ミーティング 〜女監督と女AD〜（7月1日、U&K）共演:Maika
- 同じマンションの奥様同士で旦那の留守中に自宅でヤリコン（7月15日、STAR PARADISE）共演:大嶋かりな 他出演:宮下つばさ&花城ミク
- 南国ハワイアンマッサージエステ!!（9月5日、GARCON）
- 黒き魔装の誘惑 6 ～正義の代償～（12月13日、GIGA）共演:結城みさ

2014年
- アナタごめんなさい…。間男と自宅でこっそりドキドキSEX（1月20日、STAR PARADISE）共演:大嶋かりな 他出演:宮下つばさ&花城ミク、桐原さとみ、佐山あづみ
- 小便少女　芹沢つむぎ（1月22日、OFFICE K'S）
- 方言ヒロイン ブシドーレンジャー 芹沢つむぎ（1月24日、GIGA）
- いきなりイラマチオされちゃった私（3月7日、OFFICE K'S）他出演:新山かえで、野々原まゆ、琥珀うた、桂木麻耶、吉美さあや
- JKしょんべんブチまけダンス（4月4日、OFFICE K'S）他出演:桜瀬奈、水希杏、夏目優希、羽月希、堀内秋美
- 小便姉妹（4月18日、OFFICE K'S）他出演:結城みさ、沙藤ユリ、桜瀬奈、羽月希、夏目優希、葵こはる、星川麻紀
- 激臭チンボ！！鼻コキ！！ 2（4月18日、OFFICE K'S）他出演:上原花恋、星川麻紀、羽月希、結城みさ
- こんな4人と酒を飲みたい（5月1日、ズッコン/バッコン）共演:さとう遥希、葵こはる、大槻ひびき
- 目が奪われる瞬間 BEST 8時間（6月11日、プレステージ）他出演:美緒みくる、芹野莉奈、桂希ゆに、茜梨乃、葵こはる、大貫杏里、篠原杏、篠田彩音、辻愛菜、新垣奈穂、桜井あゆ
- 妹にチ●コをじっくり観察されてシコらされた俺（7月5日、フリーダム）他出演:湊莉久、葵こはる、藤嶋唯
- あ～いくぅ 女のアクメ（8月1日、FAプロ）他出演:春原未来、加藤ツバキ、永井智美、手塚みや、熊谷麻美、吉永静子
- CORE2014年上半期拷問史（9月1日、CORE）他出演:新井エリー（大沢佑香、晶エリー）、琥珀うた、青井いちご、有本紗世、樹花凜
- 博多弁ビッチ！おま○こズコバコ生ハメ中出しフィスト！　芹沢つむぎ（9月18日、グローリークエスト）
- 初アナルの人妻 夫ともしたことなかったのにアナルSEXしてしまいました あなた本当にごめんなさい…（10月25日、ビッグモーカル）他出演:内村りな、篠田ゆう
- ショック！見てはならぬものを見た（11月1日、FAプロ）他出演:大城かえで

2015年
- 女子校生専用 性感レズエステ（3月20日、クリスタル映像）

2020年
- 満淫御礼熟女人妻合コン240分（6月7日、Yellow Moon）共演:大嶋かりな 他出演:笠原智美&朝霧ゆう、狩野あき&山口佑美子&谷口さつき、宮下つばさ&花城ミク

### WEB
- BIG MORKAL
- デジグラ
- トイズハートプレゼンツBUBKA「きのう誰食べた」（2013年01月16日ゲスト出演、ニコニコ生放送）[2]